# Tribalismus
Tribalismus (z lat. tribus, kmen) může znamenat:
1. kmenové uspořádání archaických společností;
2. „kmenové“ vidění lidské společnosti, která se pak dělí na našince a cizí;
3. takzvaný „nový tribalismus“, americké hnutí, které se chce vrátit k jednoduchému způsobu života.

## Kmenové uspořádání společnosti
Kmen v antropologickém smyslu znamená etnicky a kulturně homogenní společnost, která svůj původ odvozuje od společného, ale neznámého (velmi dávného, mytického, případně i zvířecího) předka. Členové kmene se tedy pokládají za více méně vzdálené příbuzné, kteří mají vůči sobě určité povinnosti, například pomáhat si nebo pomstít zabitého. Žijí většinou pohromadě a podobným, tradicí osvědčeným způsobem obživy, obvykle jako sběrači a lovci, případně kopaničáři a zemědělci. Mají obvykle jednoduchou společenskou organizaci, kde o společných výpravách a podnicích rozhodují nejzkušenější členové, kteří však nemají žádnou stálou moc a autoritu si udržují především svými schopnostmi a úspěchy. Větší kmeny se mohou dělit na exogamní klany a rody, případně vytvářet i kmenové svazy (například u severoamerických Irokézů).
Nějaká forma kmenové organizace se patrně vyskytovala ve všech lidských společnostech, jak o tom svědčí podobné pojmy v různých jazycích: českému kmen odpovídá řecká fylé, jejíž části se nazývaly genos a fratria, nebo latinský tribus s částmi gens a curia. Pojem kmene je však velmi neurčitý a proměnlivý, takže někteří antropologové (např. R. F. Murphy) ho raději vůbec neužívají. Někteří pokládají kmenové dělení za zdroj konfliktů a americký psycholog B. Skinner prohlásil tribalismus za prokletí lidstva. Naopak britský antropolog Robin Dunbar na základě etnologických i neurologických výzkumů usoudil, že člověk je schopen běžně rozlišovat něco kolem 150 různých lidí (tzv. Dunbarovo číslo) a že tedy musí své bližší okolí omezovat na skupinu, jež by odpovídala malému kmeni.

## Kmenové vidění společnosti
Pro kmenové chápání společnosti je patrně charakteristické, že lidé se pro ně dělí na dvě ostře oddělené skupiny, totiž na našince („my“) a cizí čili „oni“. Stopy tohoto rozlišení lze najít v mnoha jazycích, kde označení vlastní skupiny znamená zároveň také „lidé“ případně „skuteční lidé“. Z toho nutně neplyne, že by ostatním upírali lidství vůbec, v každém případě však je mezi našinci, navzájem vázanými solidaritou a různými povinnostmi, a cizími, kteří nijak vázáni nejsou, značný odstup a často i nepřátelství. Podle některých důkladných antropologických výzkumů (např. P. Clastres) se zdá, že kmen se snaží od svého okolí pečlivě izolovat, protože každé setkání by patrně znamenalo konflikt.
I když kmenová organizace společnosti dnes už téměř vymizela, jevy „kmenového“ dělení, oddělování i nepřátelství se stále vyskytují, zejména v situacích ohrožení a nebezpečí. Dělicí hranicí může být ovšem jazyk, ale i kultura, zvyky, náboženství, původ a mnoho jiných věcí. Násilné konflikty mezi sportovními fanoušky dokonce naznačují, že k dělení stačí pouhé symboly (vlajka a barvy klubu, pokřik a podobně). V tomto smyslu je tribalismus jistě vážným problémem pro všechny moderní společnosti, protože je rozpolcuje a způsobuje kognitivní zkreslení jejích příslušníků. Řešením může být mimo jiné rozšiřování skupinových identit – znepřátelený liberál a konzervativec například najdou společnou řeč kvůli své společné zálibě v turistice atp.

## Nový tribalismus
V reakci na složitou organizaci moderních společností a hierarchie moci v nich vyslovil už francouzský filosof Jean-Jacques Rousseau myšlenku, že je to naopak kultura a civilizace, jež přirozeně dobrého člověka kazí a vytyčil ideál „ušlechtilého divocha“, který žije v přirozené prostotě a svobodě. Na tuto romantickou a věcně neudržitelnou představu navázalo po něm mnoho dalších a koncem 20. století vzniklo v USA hnutí „nového tribalismu“ (The new tribal revolution, D. Quinn), které chce žít v malých a rovnostářských společenstvích, bez mocenských zápasů a podobně. Antropologické zprávy však ukazují, že život starých kmenových společenství rozhodně nebyl idylický a že i v něm bylo mnoho násilí a konfliktů.